# Lista de pinturas de Alfredo Keil

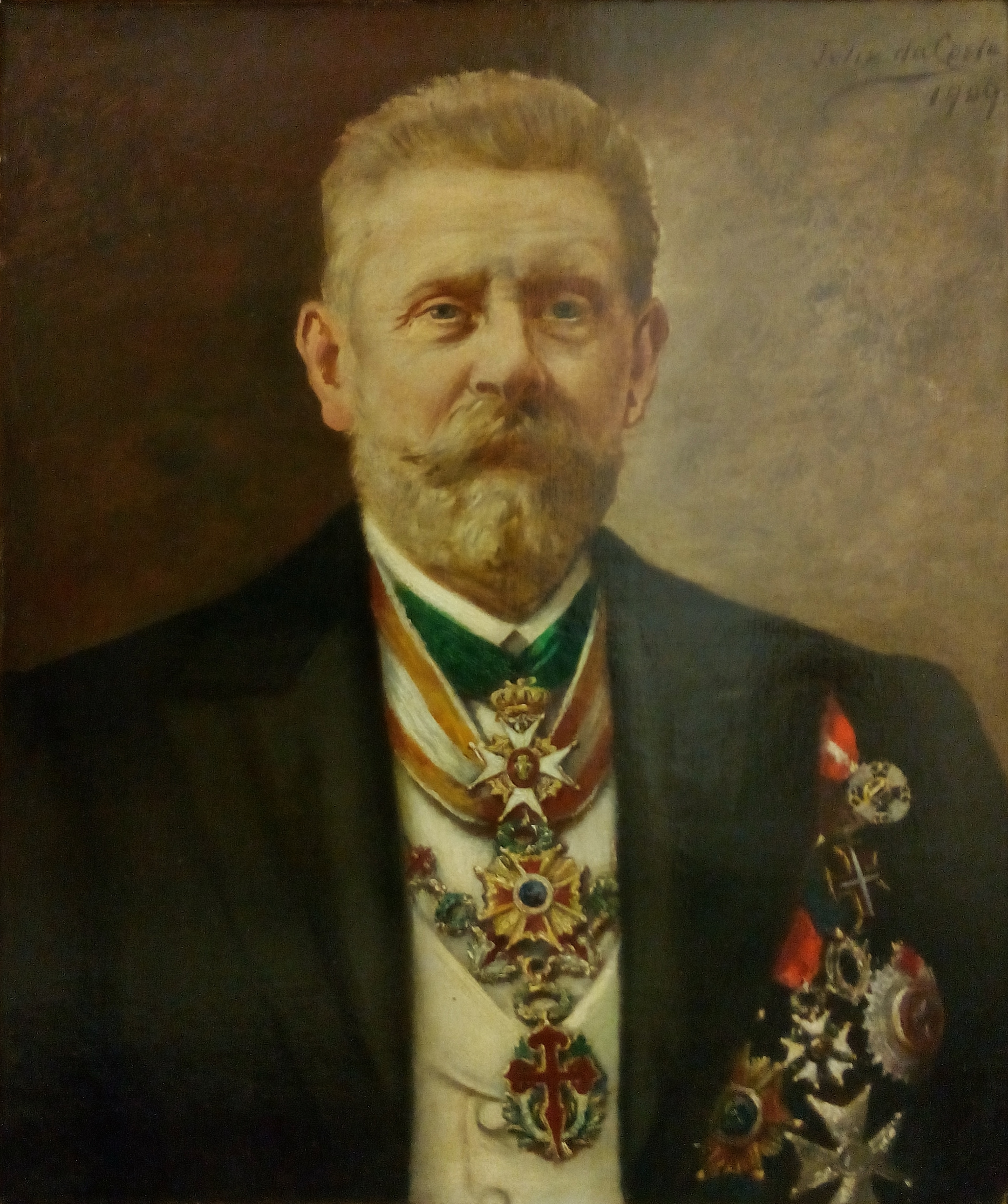
Retrato de Alfredo Keil (1909), pintura de Félix da Costa

Esta é uma lista de pinturas de Alfredo Keil, lista não exaustiva das pinturas deste criador multifacetado, mas tão só das que se encontram registadas na Wikidata.
A lista está ordenada pela data da publicação de cada pintura. Como nas outras listas geradas a partir da Wikidata, os dados cuja designação se encontra em itálico apenas têm ficha na Wikidata, não tendo ainda artigo próprio criado na Wikipédia.
Alfredo Keil nasceu em Lisboa, em 1850, e faleceu em Hamburgo, em 1907, sendo descendente de família de origem alemã. Alfredo Keil interessou-se por pintura e música desde muito jovem tendo estudado na Academia de Belas-Artes e publicado a sua primeira obra musical, Pensée Musicale, com apenas 12 anos. Mais tarde obtém êxito com óperas como Donna Bianca, esta com libreto de Almeida Garrett. Na sequência do Ultimato britânico de 1890, Keil compõe A Portuguesa, com letra de Henrique Lopes de Mendonça, canto patriótico que seria adoptado pelos defensores do ideal republicano e que viria a ser declarado pela assembleia constituinte de 1911 como hino nacional português.
Alfredo Keil interessa-se também pelo coleccionismo, arqueologia, etnografia e pela actividade literária.
Na pintura de Keil destacam-se as paisagens e as cenas de interior, em obras de traço fino e delicado que revelam ainda o gosto pelo romantismo, mas onde se introduzem já valores naturalistas.
| Imagem | Título                                      | Data           | Retrata                               | Coleção                                        | Descrito em |
| ------ | ------------------------------------------- | -------------- | ------------------------------------- | ---------------------------------------------- | ----------- |
|        | Paisagem com rio                            | século XIX     | mulher criança rio árvore             | No/unknown value                               |             |
|        | Retrato feminino                            | século XIX     | mulher                                | No/unknown value                               |             |
|        | Vista de Veneza                             | século XIX     | Veneza                                | No/unknown value                               |             |
|        | Leitura da Carta                            | 1874           | sentado leitura dupla carta           | Museu Nacional de Arte Contemporânea do Chiado |             |
|        | Figuras em jardim                           | 1875           |                                       | No/unknown value                               |             |
|        | Aqueduto da Ponte Pedrinha, Queluz          | 1878           |                                       | No/unknown value                               |             |
|        | Praia da Ursa                               | 1878           | Praia da Ursa                         | Coleção Municipal de Arte                      |             |
|        | Quinta Mazziotti - Colares                  | 1880           | Quinta Mazziotti                      | Coleção Municipal de Arte                      |             |
|        | No Cais do Tejo                             | 1881           | Rio Tejo Porto de Lisboa navio humano | Museu Nacional de Arte Contemporânea do Chiado |             |
|        | Paisagem com figuras                        | 1881           |                                       | No/unknown value                               |             |
|        | Banzão                                      | 1882           |                                       | Coleção Municipal de Arte                      |             |
|        | Primavera                                   | 1882           |                                       | Casa-Museu Dr. Anastácio Gonçalves             |             |
|        | Sem título (Alfred Keil)                    | 1885           | leitura mulher                        | No/unknown value                               |             |
|        | Convento de Santa Catarina no Lago Maggiore | 1888           | Lago Maior Santa Caterina del Sasso   | No/unknown value                               |             |
|        | Um Rebanho em Sintra                        | 1898           |                                       | Museu Nacional de Arte Contemporânea do Chiado |             |
|        | Paisagem e pastora                          | 1898           | pastor de ovelhas árvore ovelha       | No/unknown value                               |             |
|        | Lisboa vista do Ginjal                      | década de 1900 | Lisboa Almada Rio Tejo barco          | No/unknown value                               |             |
|        | Paisagem com arvoredo e figura              | década de 1900 |                                       | No/unknown value                               |             |
|        | Paisagem com figuras II                     | década de 1900 | pessoa cão criança                    | No/unknown value                               |             |
|        | Vista do Porto                              | década de 1900 | Porto                                 | No/unknown value                               |             |
|        | Lisboa vista do Ginjal                      | década de 1900 |                                       | Museu de Lisboa                                |             |
|        | Colares - Lavadeiras na ribeira             | século XIX     | Ribeira de Colares                    | Coleção Municipal de Arte                      |             |
|        | Cães da palha em Veneza                     | 1907           | Veneza                                | No/unknown value                               |             |
|        | Pinhão Douro                                | século XX      | barco Pinhão Rio Douro rio            | No/unknown value                               |             |
|        | Sem título (Caçador)                        |                |                                       | Museu de Arte Contemporânea Armando Martins    |             |

∑ 25 items.